# Дряново (дем Драма)
Вижте пояснителната страница за други значения на Дряново.
Дряново (изписване до 1945 година: Дрѣново; на гръцки: Μοναστηράκι, Монастираки, катаревуса Μοναστηράκιον, Монастиракион, до 1927 година, Δράνοβο, Драново, катаревуса Δράνοβον, Драновон) е село в Република Гърция, разположено на територията на дем Драма в област Източна Македония и Тракия.

## География
Село Дряново е разположено в Драмското поле на 330 m надморска височина на 5 km на североизток от град Драма.

## История

### Етимология
Според Йордан Н. Иванов говорът на селото е якав и затова местното произношение е Дряново. Жителското име е дря̀новя̀нин, дря̀новя̀нка, дря̀новя̀не.

### В Османската империя
Александър Синве ("Les Grecs de l’Empire Ottoman. Etude Statistique et Ethnographique"), който се основава на гръцки данни, в 1878 година пише, че в Дранова (Dranova) живеят 480 гърци.
В края на XIX век Васил Кънчов пише, че селото има 70 къщи българи и 20 турци. Според статистиката на Кънчов („Македония. Етнография и статистика“) към 1900 година Дряново (Дрѣново) е смесено турско и българско селище. В него живеят 220 турци и 380 българи в общо 100 къщи.
По данни на секретаря на Българската екзархия Димитър Мишев („La Macédoine et sa Population Chrétienne“) в 1905 година християнското население на Дряново (Drianovo) се състои от 688 българи патриаршисти гъркомани и в селото действа основно гръцко училище с един учител и 60 ученици.
При избухването на Балканската война в 1912 година двама души от Дряново са доброволци в Македоно-одринското опълчение.

### В Гърция
През Балканската война селото е освободено от части на българската армия, но след Междусъюзническата война от 1913 година остава в пределите на Гърция. Според гръцката статистика, през 1913 година в Дряново (Δράνοβα) живеят 612 души.
След Балканските войни и Първата световна война част от населението на селото емигрира. През 1927 година името му е сменено от Драново (Δράνοβο) на Монастираки (Μοναστηράκι). През 1928 година в Дряново са заселени 24 гръцки семейства със 109 души – бежанци от Турция.
| Име       | Име          | Ново име                  | Ново име                    | Описание                                     |
| --------- | ------------ | ------------------------- | --------------------------- | -------------------------------------------- |
| Корилово  | Κορίλοβον    | Ипсома Аделфон Захаропулу | 'Υψωμα Αδελφών Ζαχαροπούλου | връх в Боздаг на Ю от Дряново (623,8 m)      |
| Дабладжик | Νταμπλατζιόκ | Игрон Рема                | 'Υγρὸν Ρέμα                 | реката на Дряново, приток на Драматица       |
| Калут     | Καλούτ       | Ливадия                   | Λιβάδια                     | реката на ЮЗ от Дряново, приток на Драматица |
| Куси      | Κούσι        | Спургитис                 | Σπουργίτης                  | връх в Боздаг на СЗ от Дряново (730,8 m)     |
| Кемер     | Κεμέρι       | Крипсонес                 | Κρυψώνες                    | местност в Боздаг на С от Дряново            |

| Година    | 1913 | 1920 | 1928 | 1940 | 1951 | 1961 | 1971 | 1981 | 1991 | 2001 | 2011 | 2021 |
| --------- | ---- | ---- | ---- | ---- | ---- | ---- | ---- | ---- | ---- | ---- | ---- | ---- |
| Население | 612  | 661  | 676  | 707  | 676  | 718  | 647  | 670  | 710  | 781  | 785  | 691  |

## Личности
Родени в Дряново
- Димитър Сотиров (1890 – ?), македоно-одрински опълченец, Първа рота на Четиринадесета воденска дружина[15]
- Кръсто Илиев (1887 – ?), македоно-одрински опълченец, Втора отделна партизанска рота, Втора рота на Шеста охридска дружина[16]